# Alpha Lacertae

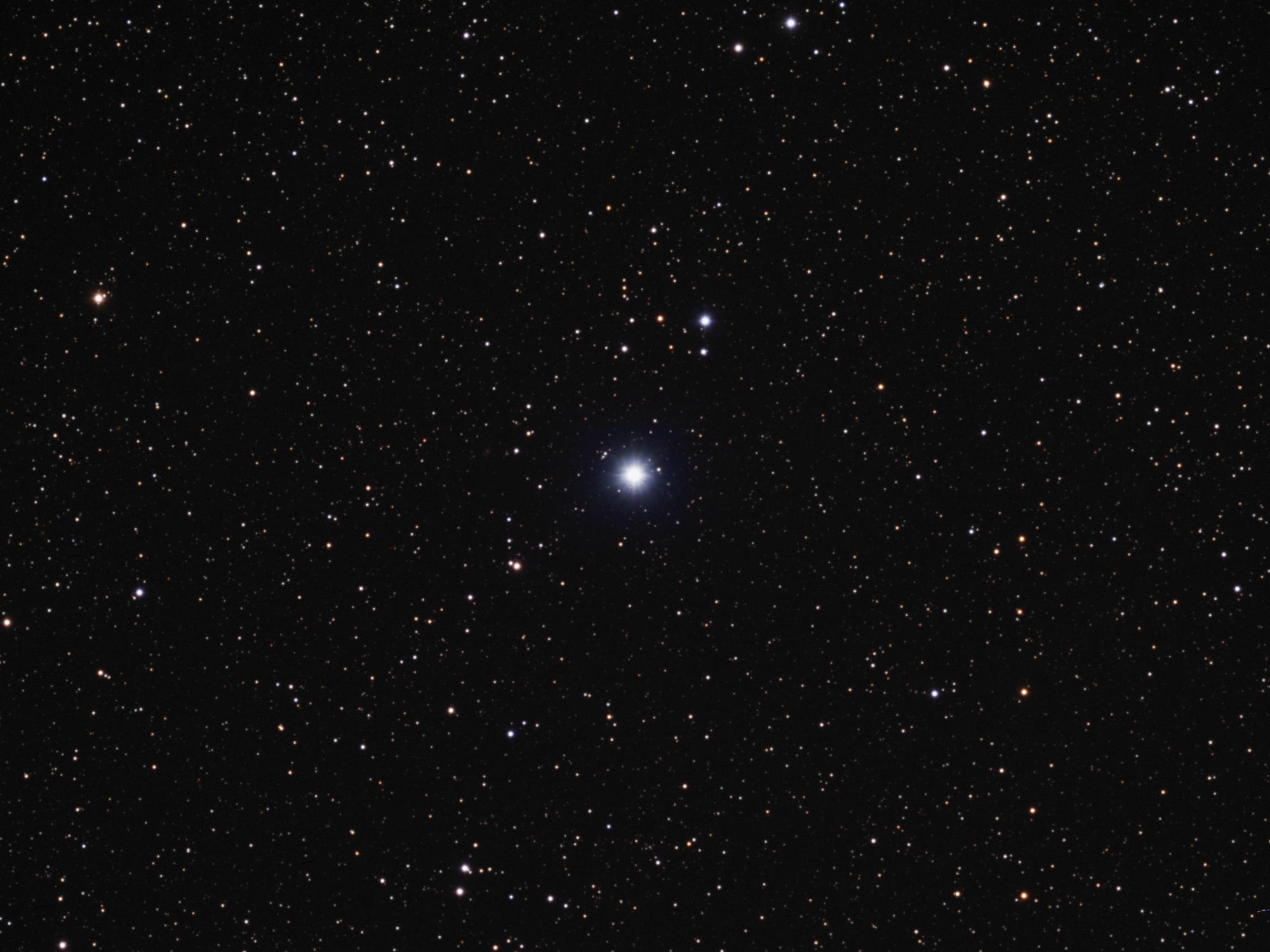
α Lacertae im optischen Licht

α Lacertae (Alpha Lacertae, kurz α Lac) ist der hellste Stern im Sternbild Eidechse. Seit dem 29. August 2024 führt er auch den Eigennamen Stellio, der ihm zu diesem Zeitpunkt von der Arbeitsgruppe der Internationalen Astronomischen Union (IAU) für Sternnamen verliehen wurde. Diese Bezeichnung stammt vom veralteten alternativen Namen Stellio für das Sternbild Eidechse, den der Danziger Astronom Johannes Hevelius im späten 17. Jahrhundert in seinem Sternkatalog eingeführt hatte. Mit einer scheinbaren Helligkeit von 3,77m  erscheint der weißlich leuchtende Stern dem bloßen Auge als einigermaßen heller Lichtpunkt am dunklen Nachthimmel. Nach Parallaxen-Messungen der Raumsonde Gaia beträgt seine Entfernung von der Erde etwa 104 Lichtjahre.
α Lac ist ein Hauptreihenstern der Spektralklasse A. Nach seinem genauen Spektraltyp und seiner Leuchtkraftklasse wird er als A1 V-Stern klassifiziert. Demnach gewinnt er seine Energie, indem er Wasserstoff in seinem Inneren mittels Kernfusion in Helium umwandelt. Er besitzt etwa 2,2 Sonnenmassen, 2,1 Sonnendurchmesser und die 28-fache Sonnenleuchtkraft. Seine Oberflächentemperatur von circa 9050 Kelvin ist beträchtlich höher als jene der Sonne. Sein Alter wird auf 400 Millionen Jahre geschätzt. Aufgrund seiner hohen projizierten Rotationsgeschwindigkeit von 128 km/s, die eine Rotationsperiode unter 20 Stunden bedingt, zeigt er im Gegensatz zu vielen Sternen der Spektralklasse A keine chemischen Anomalien seiner Atmosphäre.
Ein optischer Begleiter von α Lac ist der mit einer scheinbaren Helligkeit von 11,8m sehr lichtschwache Stern UCAC4 702-107101, der von der Erde aus gesehen im Jahr 2014 am Firmament etwa 46,7 Bogensekunden von α Lac entfernt stand. Er gehört der Spektralklasse A5 an und ist nach Gaias Parallaxenmessungen etwa 2520 Lichtjahre – also viel weiter als α Lac – von der Erde entfernt. Die beiden Sterne sind daher nicht gravitativ aneinander gebunden, sondern stehen am Himmel nur zufällig sehr nahe beieinander; α Lac ist demnach ein Einzelstern.